# Tanaka Naoki
Naoki Tanaka (sinh ngày 29 tháng 3 năm 1993) là một cầu thủ bóng đá người Nhật Bản.

## Sự nghiệp câu lạc bộ
Naoki Tanaka đã từng chơi cho Azul Claro Numazu.